# (527604) 2007 VL305
(527604) 2007 VL305 – planetoida z grupy trojańczyków Neptuna, odkryta 4 listopada 2007 roku.

## Orbita
Planetoida ta krąży w średniej odległości ok. 30,16 j.a. od Słońca po
eliptycznej orbicie o mimośrodzie ok. 0,0678. Wykonuje jeden obieg wokół Słońca w ciągu ok. 165,68 lat.
W swym ruchu orbitalnym planetoida ta znajduje się w punkcie libracji L4 układu Neptun – Słońce. Krążąc po zbliżonej do Neptuna orbicie, poprzedza go, znajdując się ok. 60° przed nim.
Orbita planetoidy jest nachylona pod kątem 28,08° do płaszczyzny ekliptyki.

## Właściwości fizyczne
Średnica tego obiektu szacowana jest na ok. 83 kilometrów. Jego jasność absolutna to ok. 8,51m.